# Conférence des évêques catholiques du Nigeria
La Conférence des évêques catholiques du Nigeria est une conférence épiscopale de l’Église catholique qui rassemble l’ensemble des ordinaires du Nigeria.
Elle est membre de la Conférence épiscopale régionale de l’Afrique de l’Ouest (RECOWA-CERAO) et du Symposium des conférences épiscopales d’Afrique et de Madagascar, (SECAM-SCEAM). Son président est après 2022 Lucius Iwejuru Ugorji (pt).

## Membres

### Présidents
Le président de la conférence est en 2023 Lucius Iwejuru Ugorji (pt), archevêque d’Owerri, depuis le 9 mars 2022.
Il y a précédemment eu :
- Charles Heerey (en), archevêque d’Onitsha, de 1961 à 1966 ;
- John Kwao Amuzu Aggey (fi), archevêque de Lagos, de 1966 à sa mort le 13 mars 1972 ;
- Dominic Ignatius Ekandem, évêque d’Ikot Ekpene, devenu cardinal pendant son mandat, de 1973 à 1979 ;
- Francis Arinze, archevêque d’Onitsha, de 1979 à 1984 ;
- Gabriel Gonsum Ganaka (en), évêque de Jos, de 1985 à 1988 ;
- Anthony Olubunmi Okogie, archevêque de Lagos, de 1988 à 1994 ;
- Albert Kanene Obiefuna, archevêque d’Onitsha, de 1994 à 2000 ;
- John Onaiyekan, archevêque d’Abuja, de 2000 à 2006 ;
- Félix Job, archevêque d’Ibadan, de 2006 à avril 2012 ;
- Ignatius Ayau Kaigama, archevêque de Jos, d’avril 2012 au 22 février 2018 ;
- Augustine Obiora Akubeze (en), archevêque de Benin City, du 22 février 2018 au 9 mars 2022.

### Vice-présidents
Le vice-président de la conférence est en 2023 Matthew Man-Oso Ndagoso (pt), archevêque de Kaduna, depuis le 9 mars 2022.
Il y a précédemment eu :
- Augustine Obiora Akubeze (en), archevêque de Benin City, d’avril 2012 au 22 février 2018 (date de son élection à la présidence de la conférence) ;
- Lucius Iwejuru Ugorji (en), évêque d’Umuahia (en), du 22 février 2018 au 9 mars 2022 (date de son élection à la présidence de la conférence).

### Secrétaires généraux
Le secrétaire général de la conférence est en 2023 Donatus Aihmiosion Ogun (de), évêque d’Uromi, depuis le 9 mars 2022.

## Sanctuaires
La conférence a désigné un sanctuaire national, le centre de pèlerinage Jésus-le-Sauveur-et-Marie-Mère (National Pilgrimage Centre of Jesus the Saviour and Mother Mary) d’Elele (en). Les premières démarches sont effectuées dès 2011, et la désignation se fait en 2018.